# Gottesvergiftung
Gottesvergiftung ist der Titel eines 1976 veröffentlichten Buches des Psychoanalytikers Tilmann Moser.
Es ist eine kritische persönliche Auseinandersetzung mit seiner Erfahrung von Religion als ekklesiogener Neurose.
2003 veröffentlichte Moser das Buch Von der Gottesvergiftung zu einem erträglichen Gott. Psychoanalytische Überlegungen zur Religion, in dem er seine scharfe Kritik aus Gottesvergiftung neu reflektierte.
Gottesvergiftung wird im Religionsunterricht an Schulen als Beispiel psychoanalytischer Religionskritik verwendet.

## Inhalt
„Freut euch, wenn euer Gott freundlicher war.“
Mit diesen Worten, die Tilmann Mosers 1976 erschienene Anklageschrift „Gottesvergiftung“ einleiten, zeigt er, dass sein Werk ein persönlicher Erfahrungsbericht ist, dessen Inhalt nicht auf jeden religiösen Menschen zutrifft. Es ist eine Anklageschrift gegen Gott, der in „Gottesvergiftung“ direkt, in einem einzigen Monolog, angesprochen sowie angeklagt wird. Im zweiten Teil „Die Macht deiner Lieder“ zitiert er Liedtexte des Evangelischen Gesangbuchs.
Moser beschreibt seine Gotteserfahrung als unheilbare Krankheit, eine Vergiftung, als Fessel und bedrängende Übermacht (vgl. S. 10). Er berichtet von einem Teufelskreis des Glaubens. Einmal begonnen, verstricke man sich in ein Angstgefühl, welches  noch frömmer und demütiger mache, die Angst aber nicht beseitige. Der Mensch erniedrige sich selbst in stetiger Demut bis zum Selbsthass und verzweifle angesichts der göttlichen Übermacht durch ständige Schuldgefühle. Das göttliche Druckmittel sei die Aussonderung. Moser spricht von seiner Furcht vor der Aussätzigkeit, ein Bock unter den Schafen zu sein (vgl. S. 18f). Dieser Kreislauf der Angst habe schon lange begonnen, so schreibt er: „[Du (Gott)] blühst aus der Lebensangst meiner Vorfahren.“ (S. 23) Er kommt später für sich zu dem Schluss, dass Gott, da er kein Lebenszeichen sende, tot sein müsse (vgl. S. 34 f.). Sein Plan sei es, sich mithilfe dieser autobiographischen Auseinandersetzung von Gott zu lösen, die Fessel des Glaubens zu sprengen.

## Religionskritik in Gottesvergiftung

### Religion als illusionäre Wunscherfüllung
Moser folgt in seinem Werk der Religionskritik Sigmund Freuds, des Vaters der Psychoanalyse. Freud war von der Nichtexistenz Gottes überzeugt und suchte Gründe für die menschliche Religiosität. Seine Antwort fand er in der Befriedigung der kindlichen Wünsche nach Geborgenheit, Sicherheit, Autorität, Gerechtigkeit und einer allgemeinen Sinngebung: „Wir heißen also Glauben eine Illusion, wenn sich in seiner Motivierung die Wunscherfüllung vordrängt.“ (Sigmund Freud, Die Zukunft einer Illusion)
Dem folgt Moser, wenn er als Glaubensgrundlage das kindliche Unglück sieht: „wirklich[e] Bedingungen deines Wachstums in mir waren (…) das Unglück der misslingenden Menschlichkeit.“ (S. 12) Oder weiter: „Ich war fromm, weil du der Zugang zu sonst Unzugänglichem warst.“ (S. 61) Moser berichtet von seinem kindlichen Größenwahn und einem Erwähltheitsgefühl, welche beide durch den Glauben befriedigt wurden.
Zusammenfassend wirft er dieses Gott auf folgende Weise vor: „Dein Angebot ist ausgerichtet auf die tiefsten im Leben unerfüllt gebliebenen Sehnsüchte der Menschen. Was Menschen nicht geben können oder wollen, kannst du geben!“ (S. 43)

### Sehnsucht nach Geborgenheit
Den ersten für ihn gültigen Gottesbeweis findet Moser in der innigen Frömmigkeit seiner Mutter (vgl. S. 24f). Die religiöse Erfahrung, die das Gebet mit ihr vermittelt hat, hat seine Sehnsucht nach Geborgenheit gestillt. Er spricht von weiteren religiösen Erfahrungen etwa bei seiner Konfirmation oder beim Besuch des Kirchentags. Doch bald wird diese Erfahrung zur Anklage, wenn er schreibt: „Jede Nähe und Intimität war gottesverseucht.“ (S. 30)
„Die Erfahrung war eben, da[ss] ein wirkliches Zusammengehören nur durch den Umweg über dich möglich war, und da dieses Gefühl des Zusammengehörens unentbehrlich war, wurdest du unentbehrlich.“ Sein Glaube lasse keine Zuneigung ohne transzendenten Bezug mehr zu, dies werde ihm zur Last, zur Fessel. Hier bringt er wieder das Bild des Teufelskreises. Jede Geborgenheit sei nur illusionär gegeben: „Zur Erwählung gehörte, da[ss] man bei dir, jenseits aller Selbstzweifel und Identitätskämpfe einen sicheren Platz, sichere Identität haben sollte […] und geliebt war […] lang bevor man dafür Menschen brauchte.“ (S. 74)

### Sehnsucht nach Schutz
Das Verlangen nach Sicherheit hat Gott in Mosers Kindheit durch Gottesbilder wie Gebirge, Schutzwall oder einer letzten Instanz gedeckt (vgl. S. 37). Doch schildert er, wie seine Sehnsucht letztlich enttäuscht wurde.

### Sehnsucht nach Autorität
Gott als „neinsagende Gestalt“, als ständig überwachender Big Brother, dessen strengem Blick er nie entrinnen konnte, empfand Moser als erdrückenden Zwang.

## Zusammenfassung
Mosers Schilderungen zeigen das Gottesbild eines quälenden Gottes, welcher den schwachen Menschen ausnutzt. So fasst er seine Gottesvorstellung zusammen, wenn er schreibt: „Du bist ein Geschöpf des Mißbrauchs menschlicher Gefühle.“ (S. 46)
Er sagt sich los von seinem toten Gott und beschließt, die Menschen in den Blick zu nehmen, um seine Probleme zu lösen: „Und was du für dich an wunderbaren Eigenschaften gepachtet hattest, werde ich bei den Menschen wiederfinden.“ (S. 100)